# Neoamphissites
Neoamphissites is een geslacht van uitgestorven kreeftachtigen uit de klasse van de Ostracoda (mosselkreeftjes).

## Soort
- Neoamphissites costatus Becker & Wang, 1992 †